# Iñaki Peña
Ignacio Peña Sotorres, mais conhecido como Iñaki Peña, (Alicante, 2 de março de 1999) é um futebolista espanhol que atua como goleiro. Atualmente defende o Barcelona.

## Carreira

### Barcelona
Nascido em Alicante, Comunidade Valenciana, Peña começou sua carreira nas categorias de base do Alicante CF em 2004, quando tinha cinco anos. Em 2012, com 13 anos, ingressou no Barcelona vindo do Villarreal. Ele estava na equipe que venceu a UEFA Youth League 2017–18, sendo titular na final contra o Chelsea.
Em 16 de abril de 2018, Peña renovou seu contrato com o Barça por três temporadas, com opção de entender o contrato por mais duas. Mais tarde, ele foi promovido para o Barcelona B, da Segunda Divisão B, no início da temporada 2018-19, e fez sua estreia pela equipe no dia 6 de outubro de 2018, começando como titular no empate por 1 a 1 contra o Atlético Baleares.
Em 30 de outubro de 2018, Peña foi convocado para integrar o elenco principal para a primeira partida das oitavas de final da Copa do Rey contra a Cultural Leonesa, como reserva de Jasper Cillessen. Ele também apareceu no banco em algumas ocasiões durante a temporada, quando Cillessen e o titular Marc-André ter Stegen estavam lesionados. Peña voltou a ficar no banco de reservas da equipe principal na temporada 2019-20, para cobrir a ausência de Neto devido a lesão. Em 6 de outubro de 2020, o Barcelona acionou a cláusula de renovação sobre o contrato de Peña, assim estendendo por mais dois anos.

#### Empréstimo ao Galatasaray
Em 31 de janeiro de 2022, Peña assinou com o Galatasaray um contrato de empréstimo válido até o final da temporada. Ele fez sua estreia como profissional na Süper Lig, em 6 de fevereiro, no empate por 1 a 1 contra o Alanyaspor, sob o comando do ex-assistente do Barcelona, Domènec Torrent. Ele tinha um recorde de dois empates e algumas vitórias antes que o ídolo do clube, Fernando Muslera, começasse seu processo de retorno pós-lesão. Na segunda quinzena de março, após a eliminação da Liga Europa da UEFA pelo Barcelona, o uruguaio reconquistou seu lugar.

#### Retorno ao Barcelona
Peña retornou ao Barcelona quando seu contrato de empréstimo acabou. Fez sua estreia oficial no time principal sob o comando do técnico Xavi, em uma vitória por 4 a 2, fora de casa, sobre o Viktoria Plzeň, em jogo válido pela Liga dos Campeões da UEFA, no dia 1 de novembro de 2022.
Em 3 de janeiro de 2023, Peña foi registrado como jogador do time principal e recebeu a camisa número 13, deixada vaga por Neto, que havia se transferido para o Bournemouth. Em 9 de maio de 2023, Peña assinou uma renovação de contrato com o Barcelona, válido até 2026. O novo contrato incluía uma cláusula de rescisão de 400 milhões de euros. Perto do final da temporada, Peña atuou contra o Real Valladolid e contra o Celta de Vigo, atuando um total de 72 minutos de jogo, depois de entrar no lugar de Marc-André ter Stegen, contra o Valladolid, no intervalo, e entrar contra o Celta aos 63 minutos. Ele sofreu 2 gols em 2 partidas. Durante a partida contra o Villarreal, em 22 de setembro de 2024, ter Stegen sofreu uma grave lesão no tendão patelar, o tirando do restante da temporada. Peña o substituiu imediatamente aos 45 minutos do primeiro tempo, que terminou em uma vitória por 1 a 5.
Em 26 de outubro de 2024, Peña não sofreu gols contra o Real Madrid na vitória por 4 a 0, recebendo elogios por seu desempenho na partida.

## Carreira internacional
Peña representou a Espanha nas categorias sub-16, sub-17, sub-18, sub-19 e sub-21, somando um total de 30 partidas. Ele foi vice-campeão do Campeonato Europeu Sub-17 da UEFA de 2016, sendo titular durante todo o torneio. Sua única partida pela seleção sub-21 foi em 12 de novembro de 2020, contra as Ilhas Faroé, em Marbella, entrando no intervalo para substituir Álvaro Fernández, na vitória por 2 a 0 na qualificação para o Campeonato Europeu de 2021 da categoria.
Devido ao isolamento de alguns jogadores da seleção nacional, após o meia Sergio Busquets testar positivo para COVID-19, Peña foi convocado pelo treinador da seleção sub-21 da Espanha para o amistoso contra a Lituânia em 8 de junho de 2021. Peña, no entanto, não jogou.

## Títulos
Categorias de base
- Liga Jovem da UEFA: 2017–18[26]

Barcelona
- La Liga: 2022–23,[27] 2024–25[28]
- Copa del Rey: 2020–21,[29] 2024–25[30]
- Supercopa de Espanha: 2023,[31] 2025[32]

Espanha Sub-17
- Vice-campeão do Campeonato Europeu de Sub-17 da UEFA: 2016[33]

Individual
- Equipe do Torneio do Campeonato da Europa de Sub-17 da UEFA: 2016[34]

## Links externos
- Iñaki Peña no site do FC Barcelona
- Iñaki Peña no site da La Liga
- «Perfil de Iñaki Peña». na UEFA  recorde de competição
- Predefinição:BDFutbol
- «Perfil de Iñaki Peña». em Soccerway